# Raymond Spruance
Raymond Ames Spruance (Baltimore (Maryland), 3 juli 1886 - Pebble Beach (Californië), 13 december 1969) was een admiraal van de Amerikaanse Marine tijdens de Tweede Wereldoorlog. Hij was de bevelhebber van de US Navy-vloot in de oorlog in de Stille Oceaan tijdens de Slag bij Midway. Deze slag was een keerpunt in de strijd in de Stille Oceaan.
Na deze slag gaf Spruance in het vervolg van de oorlog met succes leiding aan de zeestrijdkrachten. Later diende hij als Amerikaans ambassadeur op de Filipijnen. Zijn grote intelligentie en snelle denkwerk bezorgden hem de bijnaam "electric brain".

## Loopbaan
Spruance werd geboren als zoon van Alexander en Annie Spruance. Na zijn geboorte keerde Annie met haar zoon terug naar haar familie in Indianapolis, Indiana. Spruance ontving daar zijn scholing, onder andere aan de prestigieuze Shortridge High School. In 1906 studeerde hij af bij de U.S. Naval Academy en volgde daarna een opleiding in elektronica. Zijn marinecarrière was veelomvattend, met inbegrip van een commando op de torpedobootjager USS Osborne en vier andere torpedojagers, en het slagschip USS Mississippi (BB-41). Tot 1940 bekleedde Spruance ook posities op het gebied van elektronica en intelligence en aan het Naval War College. In 1940 en 1941 had hij het commando over het 10e Naval District en Caribbean Sea Frontier, met hoofdkwartier te San Juan in Puerto Rico.

## Tweede Wereldoorlog

### Midway
In de eerste maanden van de oorlog in de Stille Oceaan had schout-bij-nacht Spruance het commando over een kruiserdivisie. Hij voerde tijdens de slag bij Midway in juni 1942 het bevel over Task Force 16 met de twee vliegdekschepen USS Enterprise (CV-6) en de USS Hornet (CV-8), omdat viceadmiraal William Halsey Jr. met een huidziekte in het hospitaal van Pearl Harbor lag. Ondanks tegenwerpingen van zijn staf dat een kruisercommandant weinig ervaring had met het omgaan met vliegdekschepen, beval Halsey Spruance aan bij vloot-admiraal Chester Nimitz. In de slag bij Midway werden de vier Japanse vliegdekschepen "Akagi", "Kaga", "Soryu" en "Hiryu" vernietigd. Desalniettemin verging de al beschadigde USS Yorktown (CV-5) tijdens de slag. Hiermee keerde het tij in gunstige zin voor de Amerikanen in de oorlog tegen Japan in de Stille Oceaan.

### Truk, Filipijnenzee en Iwo Jima
Na de Slag bij Midway werd hij chef-staf van de opperbevelhebber van de Pacific Fleet (CINCPAC) en later werd hij plaatsvervangend bevelhebber. Halverwege 1943 kreeg hij het commando over de Central Pacific Force, die in april 1944 de United States 5th Fleet werd. Van 1943 tot en met 1945 leidde hij op zijn vlaggenschip de USS Indianapolis (CA-35) de campagne die de verovering van de Gilberteilanden, Marshalleilanden, Iwo Jima en Okinawa tot stand bracht.
Spruance leidde Operatie Hailstone tegen de Japanse marinebasis op Truk in februari 1944, waarbij twaalf Japanse oorlogsschepen, 32 koopvaardijschepen en 249 vliegtuigen werden vernietigd. In juni 1944 versloeg Spruance de Japanse vloot in de slag in de Filipijnenzee. Hij bracht de Japanse marineluchtvaart een slag toe door het tot zinken brengen van drie vliegdekschepen, waaronder de "Shokaku" en "Hiyo", twee olietankers en zeshonderd vijandelijke vliegtuigen. Enkele maanden later, in de Slag in de Golf van Leyte, werden de resterende vliegdekschepen gebruikt als lokaas bij gebrek aan vliegtuigen en piloten. Spruance werd bekritiseerd omdat hij niet genoeg agressiviteit zou hebben getoond.
Spruance volgde eind 1945 admiraal Chester Nimitz op als commandant van de Pacificvloot.

## Latere leven
Spruances promotie tot admiraal werd meermaals tegengehouden door congreslid Carl Vinson. Vinson was een aanhanger van admiraal William Halsey Jr. Het congres beantwoordde dit met het aannemen van een wet waarin bepaald werd dat Spruance na zijn pensioen tot aan zijn dood zou zijn verzekerd van een admiraalssalaris. Hij was president van het Naval War College vanaf begin 1946 tot zijn pensionering in juli 1948. Hij werd benoemd tot Amerikaans ambassadeur op de Filipijnen door president Harry S. Truman en bekleedde deze post van 1952 tot 1955.
Raymond Spruance overleed eind 1969 op 83-jarige leeftijd. Hij werd begraven met grote militaire eer. Spruance ligt naast admiraal Chester Nimitz en zijn vriend admiraal Kelly Turner, op Golden Gate National Cemetery, iets ten zuiden van San Francisco.

## USS Spruance (DD-963) en (DDG-111)
De torpedobootjager USS Spruance (DD-963), leiderschip van de Spruance-klasse-torpedobootjagers, werd naar hem genoemd als eerbetoon.
De torpedobootjager USS Spruance (DDG-111), het 61e schip van de Arleigh Burke klasse torpedobootjagers, werd naar hem genoemd als eerbetoon.

## Militaire loopbaan
- Midshipman: 12 september 1906[2]
- Ensign: 13 september 1908[2]
- Lieutenant, Junior Grade:[2]
- Lieutenant: 1914[2]
- Lieutenant Commander:[2]
- Commander: 1928[2]
- Captain: 1932[2]
- Rear Admiral: 1 oktober 1940[2]
- Vice Admiral: 19 juni 1943[2]
- Admiral: 21 februari 1944[2]

## Decoraties
- Navy Cross op 10 juli 1945[2]
- Navy Distinguished Service Medal met drie gouden sterren[2]
- Army Distinguished Service Medal op 16 oktober 1946[2]
- Commendation Medal
- Presidential Unit Citation (United States)
- Overwinningsmedaille met "Overzee" gesp
- Amerikaanse Defensie Service Medaille met "Vloot" gesp[2]
- Azië-Pacifische Oceaan Campagne Medaille[2]
- World War II Victory Medal[2]
- Marine Medaille voor Bezettingstroepen met "Azië" gesp
- Lid in de Orde van het Bad[2]
- Oorlogskruis (België) met Palm op 18 maart 1948[2]
- Grootofficier in de Orde van Leopold II met Palm op 18 maart 1948[2]